# Kazanhüyüğü, Karapınar
Kazanhüyüğü là một xã thuộc huyện Karapınar, tỉnh Konya, Thổ Nhĩ Kỳ. Dân số thời điểm năm 2011 là 216 người.